# (5478) Wartburg
(5478) Wartburg (1989 UE4) – planetoida z grupy pasa głównego asteroid okrążająca Słońce w ciągu 4,06 lat w średniej odległości 2,55 j.a. Odkryta 23 października 1989 roku.